# Guido Tosi (regista)
Guido Tosi (Busto Arsizio, 8 luglio 1944) è un regista e autore televisivo italiano.

## Biografia
Interrotto il rapporto con la scuola partì giovanissimo, a vent'anni, per Parigi dove, respirandone l'atmosfera bohémienne, conobbe gli intellettuali della rive gauche, da Sartre a Pitigrilli. Realizzò così i primi ritratti fotografici, i primi reportage. Erano istantanee in bianco e nero sgranate a luce ambiente. Il produttore TV Beppe dall'Angelo lo scritturò allo studio D di Milano. Tosi realizzò la prima regia televisiva, un mediometraggio sugli artisti di Brera, il Giamaica, l'Angolo, da mamma Lina a Ugo Mulas. Fu "negro" di Amleto Fattori che, con Arrigo Petacco realizzò alcune puntate rievocative la grande guerra per RAI. Raffaele Crovi e Franco Iseppi lo incaricarono di realizzare dei documentari per il complesso culturale di Rai MI. Tosi diresse molti incontri tv con scrittori, ad esempio Rafael Alberti, e artisti, come Fausto Melotti. Con Corrado Staiano e Tiziano Terzani realizzò la regia di La fabbrica dalla facciata bella, un documentario sull'esperienza di Adriano Olivetti. Con Tobino realizzò Per le antiche scale e con Giulio Macchi collaborò a Orizzonti della scienza.
Con Gaetano Afeltra Dove sono ora. Per quella serie, tra gli altri, diresse, con la sceneggiatura di Ennio Flaiano un poetico incontro con l'attore regista Polidor, il clown di Federico Fellini ne La dolce vita.
La comune di Dario Fo e Franca Rame ricevette dalla seconda rete Rai (direttore Massimo Fichera) il compito di rappresentare tutto il teatro di Fo per un ciclo di trasmissioni per la tv che debuttava nel colore. A Tosi venne affidata la regia televisiva di tutto il ciclo. Dario Fo e Franca Rame mancavano dalla televisione italiana da più di due lustri. La RAI con questa operazione recuperava un'immagine politica riparando all'antica censura. Quello di Tosi con i due artisti seppur delicato fu un rapporto positivo. Così nacquero alla Palazzina Libertiy 1976-1977, le realizzazioni televisive di Mistero buffo, Ci ragiono e canto, Settimo ruba un po' meno, Isabella tre caravelle e un cacciaballe, La signora è da buttare, Tutta casa, letto e chiesa. Furono diciotto ore di teatro televisivo che RAI trasmise con grande clamore e successo in prima serata. Tosi venne poi chiamato per lo spettacolo di intrattenimento domenicale per la creazione della terza rete tv. Fu autore con Romano Frassa, Aldo Grasso e Stefano Benni della prima trasmissione di debutto della terza rete Carissimi, la nebbia agli irti colli, quindici puntate che sperimentarono nuovi linguaggi tv, con Daniela Piperno, Gianna Nannini, Flavio Bonacci e tanti altri giovanissimi emergenti. Folco Portinari, capo della struttura di programmazione di Milano finanziò un lungometraggio. Tosi chiamò ed impose Mario Mieli per sceneggiare con lui Una favola spinta - http://www.festivalmixmilano.com/2013/una-favola-spinta/ in cui una Milano dal cielo nero fa da sfondo all'iniziazione diabolica che una famiglia di potenti impone al figliolo; Tosi diresse il film con lo strazio nel cuore per la morte improvvisa e tragica del coautore. Con Daniela Piperno recitarono Caterina Vertova, Gianna Garbelli, Raffaella Azim, il pittore Aldo Mondino, i debuttanti Paolo Rossi e Claudio Bisio. I costumi furono disegnati e realizzati da Pia Rame.
Tosi incontrò Gigi Fossati, lo storico inviato a Mosca de il Giorno che aveva appena lasciato la direzione de Il Messaggero. I due si trasferirono a Berlino e nacquero così quattro grandi documentari inchiesta: Germania domani, Il muro, Le spie di Berlino, Andropov per RAI Rete2. Rientrato a Milano, realizza due speciali sull'omicidio di Walter Tobagi e della banda terroristica che attentò la sua vita.
Non la tragedia della dipendenza dalla droga ma la possibilità di uscirne; non solo il dolore, ma anche la speranza: questo raccontano i tre telefilm La via di Milarepa, Maria e l'angelo e L'amore di Rada, che furono girati, da Tosi, per la serie Saman ( http://archiviostorico.corriere.it/1992/marzo/17/droga_storie_vere_per_uscire_co_0_92031718388.shtml ). Saman, la comunità di Mauro Rostagno e Cardella, fu fonte di ispirazione per il racconto dall'uscita dalla dipendenza dalle droghe pesanti, storie di microcosmi, che Tosi scrisse e diresse con la consulenza della comunità e che la seconda rete produsse, direttore Sodano. Nel cast Vanni Fois, Augusta Gori, Enrico Salimbeni, Flavio Bonacci, Lorenza Indovina, Gianna Garbelli, Diego Parassole e molti altri.
Nel 1995 Tosi lasciò Milano per Besate nel Parco del Ticino.